# Нафтове родовище

Схеми покладів нафтових родовищ

Нафтове родовище (рос. нефтяное месторождение; англ. oil field, petroleum deposit, нім. Erdölfeld n, Erdöllagerstätte f) — сукупність покладів нафти, приурочених до однієї або декількох пасток (рис. 1 — 6), які контролюються єдиним структурним елементом, і розміщених на одній локальній площі. Границі суміжних Н.р. проводяться по контурах суміжних покладів сусідніх площ.
Родовища нафти виявлені на всіх континентах окрім Антарктиди, а також у шельфових зонах Світового океану. У світі відомо понад 30 тис. родовищ нафти, з них 15…20 % — нафто-газові. Близько 85 % світового видобутку нафти дають 5 % родовищ. Найбільші її запаси — у Саудівській Аравії, Кувейті, Росії, Ірані, Іраку, Норвегії, США, Азербайджані, Мексиці, Венесуелі, ОАЕ, Бразилії.

## Класифікація нафтових родовищ
Більшість запропонованих класифікацій нафтових родовищ світу базується на тектонічних уявленнях. Нафтові родовища приурочені до таких основних тектонічних елементів: платформ з докембрійською (дорифейською або частково байкальською) складчастою основою; молодих платформ з палеозойською і частково байкальською складчастою основою; крайових прогинів перед складчастими спорудами герцинського, мезозойського, альпійського віку; епігеосинклінальних орогенних областей; епіплатформних орогенних областей.
За запасами нафтові родовища поділяють на[джерело?]:
- супергігантські (понад 500 млн. т нафти) — Гавар, Великий Бурган, Румайла
- гігантські (від 100 до 500 млн. т) — Тенгіз, Самотлор, Ромашкіно;
- великі (від 30 до 100 млн. т) — Каламкас, Пенглай, Правдинське, Статфіорд
- середні (від 10 до 30 млн. т) —
- дрібні (менше 10 млн/ т) —
- непромислові (менше 1 млн. т)

За кількістю покладів:
- однопокладові
- багатопокладові

За фазовим вмістом вуглеводнів:
- нафтові
- газонафтові
- газоконденсатно-нафтові.

## Характеристики нафтових родовищ
Основні параметри, які характеризують Н.р.: геологічна будова площі родовища; розміщення локальної структури стосовно структур вищого порядку, наявність різних структурних планів, характеристика продуктивних горизонтів і флюїдоупорів, типи і кількість пасток і покладів, фазовий стан вуглеводнів у покладах, запаси, їх густина по площі та ін. Н.р. може об'єднувати декілька структурних поверхів, що значно ускладнює його розвідку і розробку та вимагає вивчення збігів у плані контурів покладів між собою і з контурами структур.

## Промислова цінність родовища
Промислова цінність родовища (рос. промышленная ценность месторождения; англ. commercial value of a field (deposit); нім. industrielles Lagerfeldwert m) — комплекс гірничо-геологічних, економіко-географічних і соціально-економічних параметрів нафтового (газового) родовища, який визначає господарську ефективність процесів видобування нафти (газу). Промислова цінність родовища характеризується граничними значинами параметрів родовища, тобто їх кондиціями.

## Найбільші нафтові родовища світу
- Гавар
- Бурган
- Болівар
- Лулу-Есфандіар
- Східний Кашаган
- Сафанія-Хафджі
- Тенгіз
- Чиконтепек
- Самотлорське родовище нафти
- Закум
- Ахваз (родовище)
- Румалі
- Кантарел
- Марун
- Кіркук
- Гашаран
- Ромашкінське нафтове родовище
- Дацин
- Серір
- Прадхо-Бей